# Szalai Erzsébet
Szalai Erzsébet (Budapest, 1948. április 17. –) magyar szociológus, egyetemi tanár, az MTA doktora. Fő kutatási területe a magyarországi társadalmi elitcsoportok kutatása, a nemzetközi és magyar újkapitalizmus jellegének és válságának feltárása.

## Életpályája
A gimnázium elvégzése után 1966-ban felvételt nyert a Marx Károly Közgazdaságtudományi Egyetem Közgazdasági Elméleti-és Tervezési Szakára. 1968-tól részt vett „Az új gazdasági mechanizmus” szakszeminárium munkájában, választott kutatási területe a magyar beruházási döntési mechanizmus vizsgálata volt. Egyetemi tanulmányait 1970-ben fejezte be.
1970. szeptember 1. óta a Pénzügykutatási Intézetben, majd 1987 decemberétől a Pénzügykutató Részvénytársaságnál dolgozott. 1989 márciusától átment a Magyar Tudományos Akadémia Közgazdaságtudományi Intézetébe, majd 1995 februárjától a Magyar Tudományos Akadémia Politikai Tudományok  intézetébe. Emellett az 1995-1996-os akadémiai évben a Collegium Budapest (Institute for Advanced Study) ösztöndíjasa volt.
1970-1972-ben tudományos segédmunkatárs volt. 1970-1971-ben egyetemi diplomamunkáját „Gazdasági fejlődésünk ellentmondásának megjelenése a beruházási piacon” címmel egyetemi doktori disszertációvá fejlesztette, és 1971-ben megvédte. 1972-ben tudományos munkatárssá nevezték ki. Kandidátusi értekezése „Gazdasági mechanizmus, reformtörekvések és nagyvállalati érdekek” címmel 1989-ben jelent meg, 1994-ben került megvédésre, majd még ebben az évben tudományos főmunkatárssá nevezték ki. 1998-ban védte meg „Civil társadalom és elitek a magyarországi rendszerváltásban” című akadémiai doktori értekezésemet, és még ebben az évben tudományos tanácsadóvá nevezték ki. 2002 decemberében az ELTE Bölcsészettudományi Karán „Gazdasági elit és társadalom a magyarországi újkapitalizmusban” címmel megtartotta habilitációs előadását és a szociológia tudományban megszerezte a habilitált doktor címet. Mindezek alapján 2004 szeptemberétől a Debreceni Egyetem kezdeményezésére egyetemi tanárrá nevezték ki, itt 2006-ig tanított. 2006-ban Magyar Tudományos Akadémia levelező tagjának jelölték. 2007-től a Berzsenyi Dániel Tanárképző Főiskola, majd a Nyugat-Magyarországi Egyetem félállású egyetemi tanára.
A Pénzügykutatási Intézeten belül 1975-ig főleg a beruházási piac kérdéseivel, 1975-től a nagyvállalati érdekérvényesítés problémakörével, a nagyvállalati érdekérvényesítés és a gazdasági, politikai mechanizmus közötti kölcsönkapcsolat feltárásával foglalkozott.
1989 közepétől a politikai, gazdasági és kulturális elit mozgása, a hatalom szerkezetének változása foglalkoztatja, e témában számos publikációja jelent meg belföldön és külföldön egyaránt. Emellett 1992 elejétől az 1989-es munkástanácsok történetszociológiai elemzéséhez gyűjtött empirikus és teoretikus anyagot, melynek célja a munkavállalók szerepének vizsgálata volt a rendszerváltás idején.
1995-ben tevékenysége középpontjában a kulturális elit és az értelmiség problematikájának kutatása került. E témában napvilágot látott tanulmánya élénk vitát váltott ki.
1995-1996 során a Collegium Budapestben (Institute for Advanced Study) egy társadalomlélektannal foglalkozó nemzetközi kutatócsoport munkájában vett részt. Részben ennek nyomán érdeklődése és tevékenysége a társadalom értékrendszerének és érzelmi állapotának kutatása felé fordult (publikációi is jelentek illetve jelennek meg e témában), miközben elitkutatásait – immár elsősorban a gazdasági elitre koncentrálva – is folytattam. Az e témában született legjelentősebb műve a „Gazdasági elit és társadalom a magyarországi újkapitalizmusban” című monográfia 2001 végén jelent meg.
1998 második felétől 1999 közepéig az 1998 tavaszán hatalomra került kormány szociológiai és szociálpszichológiai megközelítésére tett kísérletet. E tárgyban könyve 1999 októberében jelent meg.
2003-2004-ben figyelme ismét a létezett szocializmus elméleti kérdései felé irányult. E tárgyban írott könyve mind magyar, mind angol nyelven megjelent 2004-ben, illetve 2005-ben, és folyamatban van kiadása japán nyelven is.
2005-től hozzákezdett a globális újkapitalizmus empirikus és elméleti elemzéséhez.
E tárgyban íródott problémafeltáró könyve magyarul 2006 telén, angol nyelven – már reflektálva a 2008 őszén kirobbant nyílt globális válságra – 2008 telén jelent meg.
Eddig húsz önálló könyve – ebből kettő angol nyelvű – több mint nyolcvan tanulmánya, valamint közel hetven kisebb terjedelmű cikke és interjúja jelent meg. Számos további idegen nyelvű publikáció megjelenése folyamatban van.
Az MTA Köztestületi Adattára szerint 2008-ig bezárólag összesen 201 publikációjára 749 hivatkozás (ebből 701 a független hivatkozás) történt, ebből 224 idegen nyelvű kiadványban.

## Főbb publikációi
- Kísérlet a beruházási piac feszültségének kvantifikálására; Pénzügyminisztérium Szervezési és Ügyvitelgépesítési Intézet, Bp., 1972 (Pénzügykutatási Intézet)
- Kiemelt vállalat, beruházás, érdek; Akadémiai, Bp., 1981 (A szocialista vállalat)
- Beszélgetések a gazdasági reformról; Pénzügykutató Intézet, Bp., 1986
- Gazdasági mechanizmus, reformtörekvések és nagyvállalati érdekek; Közgazdasági és Jogi, Bp., 1989
- Útelágazás. Hatalom és értelmiség az államszocializmus után; Pesti Szalon–Savaria University Press, Bp.–Szombathely, 1994 (Átiratok)
- A civil társadalomtól a politikai társadalom felé. Munkástanácsok, 1989–1993; T-Twins, Bp., 1994
- Two studies on transition: intellectuals and value changes; Collegium Budapest Institute for Advanced Study, Bp., 1996 (Discussion papers Collegium Budapest Institute for Advanced Study)
- Az elitek átváltozása. Tanulmányok és publicisztikai írások 1994–1996; Cserépfalvi, Bp., 1996
- Rendszerváltás és a hatalom konvertálása; MTA PTI, Bp., 1997 (Politikatudományi füzetek)
- Vadkeleti metszetek; Osiris, Bp., 1998
- Az elitek átváltozása. Tanulmányok és publicisztikai írások 1994–1996; 2. jav. kiad.; Új Mandátum, Bp., 1998 (Nagyítás)
- Post-socialism and globalization; Új Mandátum, Bp., 1999
- Oroszlánok és globalizáció. Kísérlet az 1998 tavaszán hatalomra került kormány szociológiai és szociálpszichológiai megközelítésére; MTA Politikai Tudományok Intézete–Új Mandátum, Bp., 1999
- Ezredváltó dilemmák Magyarországon; Új Mandátum, Bp., 2000 (Nagyítás)
- Szereppróba. Válogatott tanulmányok, publicisztikai írások és interjúk, 1982–1993; Századvég, Bp., 2000 (Tanítani)
- Gazdasági elit és társadalom a magyarországi újkapitalizmusban; Aula, Bp., 2001
- Baloldal – új kihívások előtt. Cikkek, beszélgetések, viták; Aula, Bp., 2003
- Az első válaszkísérlet. A létezett szocializmus és ami utána jön...; Nemzeti Tankönyvkiadó, Bp., 2004 (Európai iskola)
- Socialism. An analysis of its past and future (Első válaszkísérlet); angolra ford. Gáthy Vera; CEU Press, Bp.–New York, 2005
- Az újkapitalizmus és ami utána jöhet...; ÚMK, Bp., 2006
- New capitalism and what can replace it; angolra ford. Várkonyi Ildikó; Pallas, Bp., 2008
- Szakítópróba. A globális válság és magyarországi hatásai; in: Eredeti válságfelhalmozás; szerk: Miszlivetz Ferenc; Savaria University Press–MTA PTI, Szombathely–Bp., 2009
- Kordiagnózis. Fiatal társadalomtudósok antológiája; szerk. Szalai Erzsébet; MTA PTI, Bp., 2009
- A magyarországi újkapitalizmus válsága. Mérleg a politikai rendszerváltás után húsz évvel. In A rendszerváltás húsz éve. Változások és válaszok. Szerk. Bayer József és Boda Zsolt. MTA PTI – L'Harmattan, 2009
- Koordinátákon kívül. Fiatal felnőttek a mai Magyarországon; ÚMK, Bp., 2011
- Globális válság, magyar válság, alternatívák; L'Harmattan, Bp., 2012
- Kecskés András–Rozman András–Szalai Erzsébet: Jogi ismeretek a gyakorlatban; Penta Unió, Pécs, 2013
- Autonómia vagy újkiszolgáltatottság. Tanulmányok és publicisztikai írások, 2012–2014; Pesti Kalligram, Bp., 2014
- Hatalom és értelmiség a globális térben. Tanulmányok és publicisztikai írások, 2015–2018; Kalligram, Bp., 2018
- Lélek és profitráta; Napvilág, Bp., 2022

## Díjai
- Akadémiai Díj (1998)[1]
- Bibó István-díj (2000)
- Polányi Károly-díj (2002)
- Demény Pál emlékérem (2007)
- Lukács György-díj (2008)
- Hazám-díj (2016)